# The Celibate Rifles
The Celibate Rifles — австралийская панк-группа, образовавшаяся в Сиднее в 1979 году и игравшая скоростной минималистский рок-н-ролл в духе Ramones (поначалу — с карикатурными, почти юмористическими текстами), продолжая линию, начатую Radio Birdman и The Saints, а в более широком контексте — традиции американского гаражного панка (Stooges, MC5). Определяющую роль в звучании группы играл гитарный дуэт Кент Стидман — Дэйв Моррис.

## История группы
Кент Стидман (англ. Kent Steedman), Дэйв Моррис (англ. Dave Morris), Майкл Кувре (англ. Michael Couvret), Филип Жаке (англ. Phillip Jacquet) и Иэн Мартин (англ. Ian Martin) собрали группу в 1979 году, будучи ещё школьниками. Вокалист Мартин год спустя покинул состав и его заменил Дэмьен Лавлок (англ. Damien Lovelock), который был почти на десять лет старше своих новых коллег. С ним в марте 1982 году Celibate Rifles записали и выпустили четыре трека — But Jacques the Fish EP, который в марте 1983 года был перевыпущен лейблом Hot Records.
В Австралии группа начала с выступлений для местных сёрферов и тут же заручилась поддержкой значительной аудитории, которая на ура приняла дебютный альбом Sideroxylon (1983). Первую международную известность принес группе Quintessentially Yours EP, набранный из материала ранних альбомов. Значительный резонанс имел и Kiss, Kiss, Bang, Bang, записанный в клубе CBGB's в 1987 году. Группа активно гастролировала по Европе и США (где активно поддерживалась альтернативной рок-прессой) и выпустила в общей сложности 14 студийных альбомов.
По мере развития Celibate Rifles постепенно разнообразили стиль: в их аранжировках появлялись акустические инструменты, фортепиано и вокальные гармонии. При этом группа не уставала поражать концертную аудиторию своей первобытной мощью и становилась все более политизированной в текстах: Лавлок, отказавшись от примитивной риторики, развил в себе дар глубокого и остроумного социального комментатора.

## Составы Celibate Rifles

### 1982—1984
- James Darroch
- Damien Lovelock
- Phil Jacquet
- Kent Steedman
- Dave Morris

### 1981-82 / 1984-86
- Damien Lovelock
- Kent Steedman
- Dave Morris
- Phil Jacquet
- Michael Couvret

### 1986-87
- Paul Larsen
- Rudy Morabito
- Dave Morris
- Kent Steedman
- Damien Lovelock

### 1987-91
- Jim Leone
- Paul Larsen
- Kent Steedman
- Dave Morris
- Damien Lovelock

### 1991—2001
- Nik Rieth
- Dave Morris
- Damien Lovelock
- Jim Leone
- Kent Steedman

### 2001-
- Dave Morris
- Damien Lovelock
- Kent Steedman
- Michael Couvret
- Paul Larsen

## Дискография

### Альбомы
- Sideroxylon (1983)
- The Celibate Rifles (также под заголовком 5 Languages) (1984)
- Quintessentially Yours (1985)
- Mina Mina Mina (1986), британский сборник
- The Turgid Miasma of Existence (1986)
- Kiss Kiss Bang Bang (1986), live CBGB’s
- Roman Beach Party (1987)
- Blind Ear (1989)
- Platters Du Jour (1990), сборник синглов
- Heaven On A Stick (1992)
- Hot For Yizgarnnoff (1993)
- SOFA (1993), сборник
- Spaceman In A Satin Suit (1994)
- On The Quiet (1996), акустические версии лучших песен
- Wonderful Life (1997), бразильский сборник
- A Mid-Stream Of Consciousness (2000)
- Beyond Respect (2004)
- Ten Thousand Days (2007) [2]